# فرانك كوين (لاعب كرة قاعدة أمريكي)
فرانك كوين (بالإنجليزية: Frank Quinn)‏ هو لاعب كرة قاعدة أمريكي، ولد في 24 أغسطس 1876 في Sheffield, Pennsylvania ‏ في الولايات المتحدة، وتوفي في 2 فبراير 1920 في كامدن في الولايات المتحدة.